# Quinéville
Quinéville település Franciaországban, Manche megyében. Lakosainak száma 260 fő (2022. január 1.). Quinéville Lestre, Fontenay-sur-Mer és Ozeville községekkel határos.

## Népesség
A település népességének változása:
| Lakosok száma | 314  | 192  | 306  | 302  | 290  | 286  | 273  | 267  | 265  | 260  |
|               | 1968 | 1982 | 1990 | 2006 | 2013 | 2015 | 2017 | 2019 | 2020 | 2022 |